# Craig Forrest
Craig Lorne Forrest (Vancouver, 20 de setembro de 1967) é um ex-futebolista canadense, que atuava como goleiro.

## Carreira
Nascido na Colúmbia Britânica, Forrest iniciou sua carreira profissional no Ipswich Town. Em sua primeira temporada na equipe, acabou não recebendo oportunidades, sendo repassado por empréstimo ao Colchester United, onde permaneceu durante uma temporada, disputando onze partidas. Retornou na temporada seguinte, onde desde então, virou titular absoluto da equipe.
Ainda no Ipswich, Forrest conquistou seu primeiro título como profissional, o The Championship em 1992, ganhando a promoção para a Premier League, que acabara de ser criada. Na estreia da Premier League, Forrest foi juntamente com Jensen, Limpar, Schmeichel, Kanchelskis, Robert, Cantona, Ronnie, Michel, Halle, Nilsson e Segers um doz doze estrangeiros na estreia da liga. Dois anos depois, em março de 1995, Forrest esteve presente na maior goleada sofrida pelo Ipswich: nove a zero, para o Manchester United.
Após quase dez anos na equipe, Forrest foi emprestado ao Chelsea, permanecendo durante meia temporada. Porém, a diretoria do Ipswich recusou uma compra por parte dos Blues. Retornou ao Ipswich, mas acabou sendo vendido ao West Ham United, por meio milhão de euros. Nos Hammers, Forrest sofreu novamente uma goleada (7 a 1) para o Manchester United, mas não sendo considerado culpado por nenhum dos tentos sofridos. Forrest acabou se aposentando em 2002, devido a um câncer de testículo.

## Seleção Canadense
Atuando pela seleção canadense, disputou o Campeonato Mundial Sub-20 de 1987. Sua estreia na equipe principal aconteceu no ano seguinte, contra o Chile. Seu maior momento na seleção, aconteceu na Copa Ouro da CONCACAF 2000, onde conquistou o título sobre a Colômbia. Durante o torneio, Forrest sofreu apenas três tentos em cinco partidas, defendendo ainda, dois pênaltis. No final, foi eleito o melhor goleio e jogador da copa, além de ser escolhido para a seleção do torneio. Ainda esteve presente na primeira participação canadense na Copa das Confederações, em 2001, onde graças suas boas atuações, sua seleção conseguiu um empate sem gols contra o Brasil.